# I. A. L. Diamond
I. A. L. Diamond (27 de juny de 1920 – 21 d'abril de 1988) era un còmic i escriptor de teatre que treballà a Hollywood del 1940 al 1980. Va escriure més de 11 guions amb Billy Wilder.
Diamond va néixer a Itzek (Romania, actual Moldàvia). Va competir en les olimpíades estatals de matemàtiques els anys 1936 i 1937, període en el qual va guanyar diverses medalles. Va rebre el premi de la Lliga d'Àlgebra mentre estudiava a Brooklyn.
Va completar els seus estudis d'universitari a Colúmbia al 1941. Allà va estudiar periodisme, publicant en la Columbia Daily Spectator sota el pseudònim "I. A. L. Diamond". Fou editor de la revista d'humor Jester of Columbia i membre de la Philolexian Society.
Va morir de mieloma múltiple als Beverly Turons, Califòrnia, el 21 d'abril de 1988 a l'edat de 67 anys.

## Filmografia

### Com a escriptor
- - Buddy Buddy (1981)
  - Fedora (1978)
  - The Front Page (1974)
  - Avanti! (1972)
  - The Private Life of Sherlock Holmes (1970)
  - Cactus Flower (1969)
  - Un cop de sort (The Fortune Cookie) (1966)
  - Kiss Me, Stupid (1964)
  - Irma la Douce (1963)
  - One, Two, Three (1961)
  - The Apartment (1960)
  - Some Like It Hot (1959) (screenplay)
  - Merry Andrew (1958)
  - Love in the Afternoon (1957)
  - That Certain Feeling (1956)
  - Something for the Birds (1952)
  - Monkey Business (1952)
  - Let's Make It Legal (1951)
  - Love Nest (1951)
  - It's a Great Feeling (1949) (story)
  - The Girl from Jones Beach (1949)
  - Two Guys from Texas (1948)
  - Romance on the High Seas (1948) (additional dialogue)
  - Always Together (1948)
  - Love and Learn (1947)
  - Never Say Goodbye (1946)
  - Two Guys from Milwaukee (1946)
  - Murder in the Blue Room (1944)

### Com a productor associat
- - Fedora (1978)
  - The Private Life of Sherlock Holmes (1970)
  - Un cop de sort (The Fortune Cookie) (1966)
  - Kiss Me, Stupid (1964)
  - Irma la Douce (1963)
  - One, Two, Three (1961)
  - The Apartment (1960)
  - Some Like It Hot (1959)